# Амбергрис-Кей
Амбергрис-Кей (англ. Ambergris Caye) — крупнейший из островов Белиза, административно относится к округу Белиз. Название острова происходит от старофранцузского ambre gris, дословно — «Серый янтарь», хотя так называли амбру кашалотов, широко использовавшуюся в парфюмерии и медицине вплоть до середины XX века.

## История
В Доколумбову эпоху на острове жили Майя. При раскопках найдены остатки красной керамики. Существует версия, что морская торговля побудила индейцев выкопать Бока-Бакалар-Чико, узкий пролив, на севере отделяющий остров от континента.
Первая английская колония в Белизе возникла в 1638 году, хотя европейцы регулярно посещали этот район и ранее, в том числе и пираты.
Амбергрис-Кей был в составе британской территории Британский Гондурас, после 21 сентября 1981 года — в составе независимого государства Белиз.

## География
Амбергрис-Кей — самая северная точка Белизского Барьерного рифа. Это довольно крупный для рифа остров.
Он вытянут с севера на юг примерно на 40 км, но ширина составляет всего около 1,5 км. Большая часть острова покрыта мангровыми болотами, и здесь есть несколько лагун. На западе омывается водами небольшого залива Четумаль, на востоке — Карибским морем.
Единственным городом на Амбергрис-Кей является Сан-Педро, в котором проживают по большей части креолы, мексиканцы и потомки майя, свободно говорящие на английском. Также на острове есть несколько деревень.
Первоначально он был покрыт мангровыми лесами, но с XVII века кокосовые плантации привели к вырубке деревьев на значительной территории.

## Экономика
Основа экономики острова — туризм, а именно дайвинг, в том числе вблизи Белизского Барьерного рифа, пляжный отдых и экотуризм. На западной стороне острова расположен популярный среди туристов «Секретный пляж» с отелями, барами, ресторанами и ночными клубами. Жители также занимаются рыболовством и выращиванием кокосовой пальмы.

## Галерея

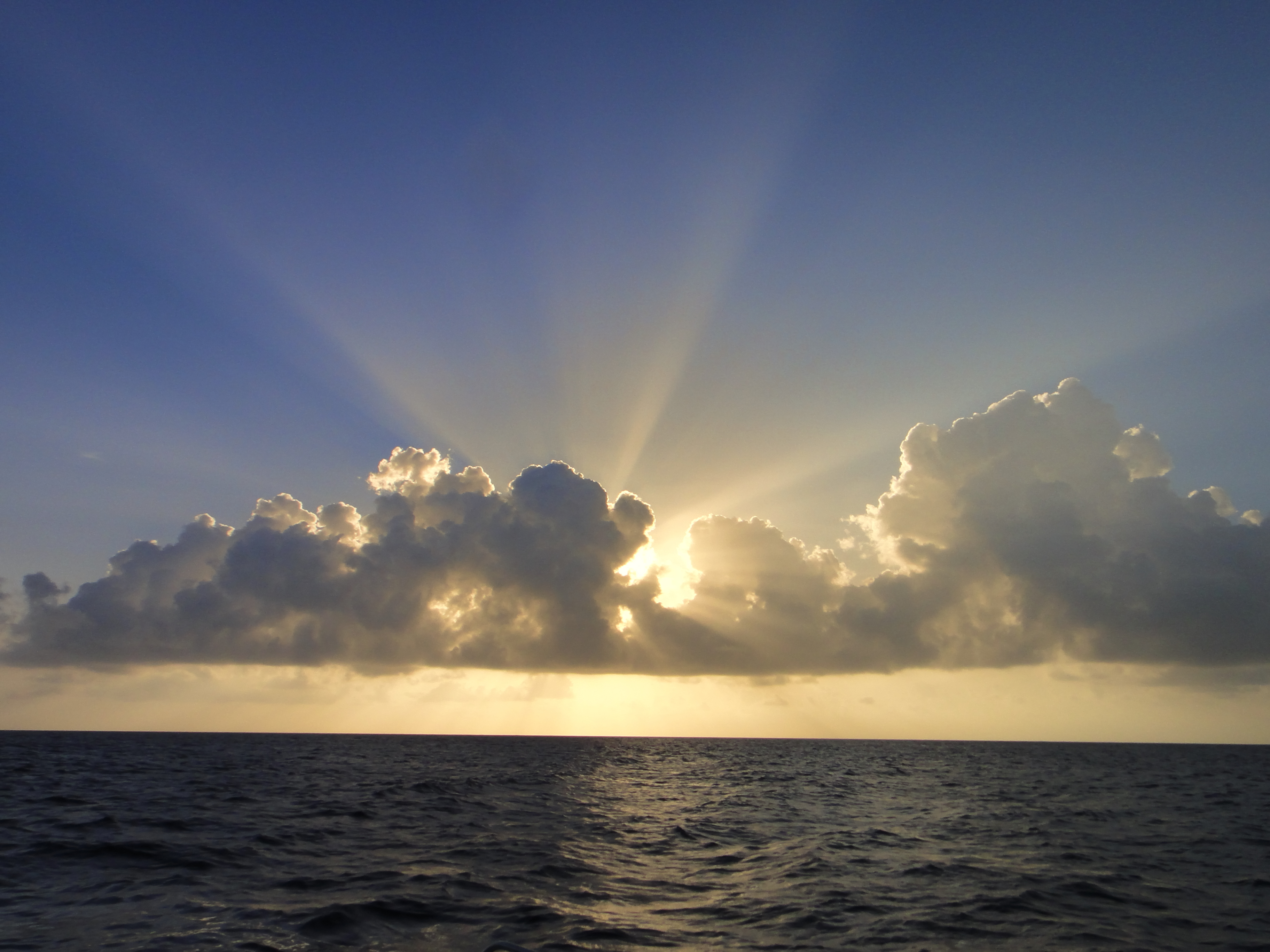
Закат на острове
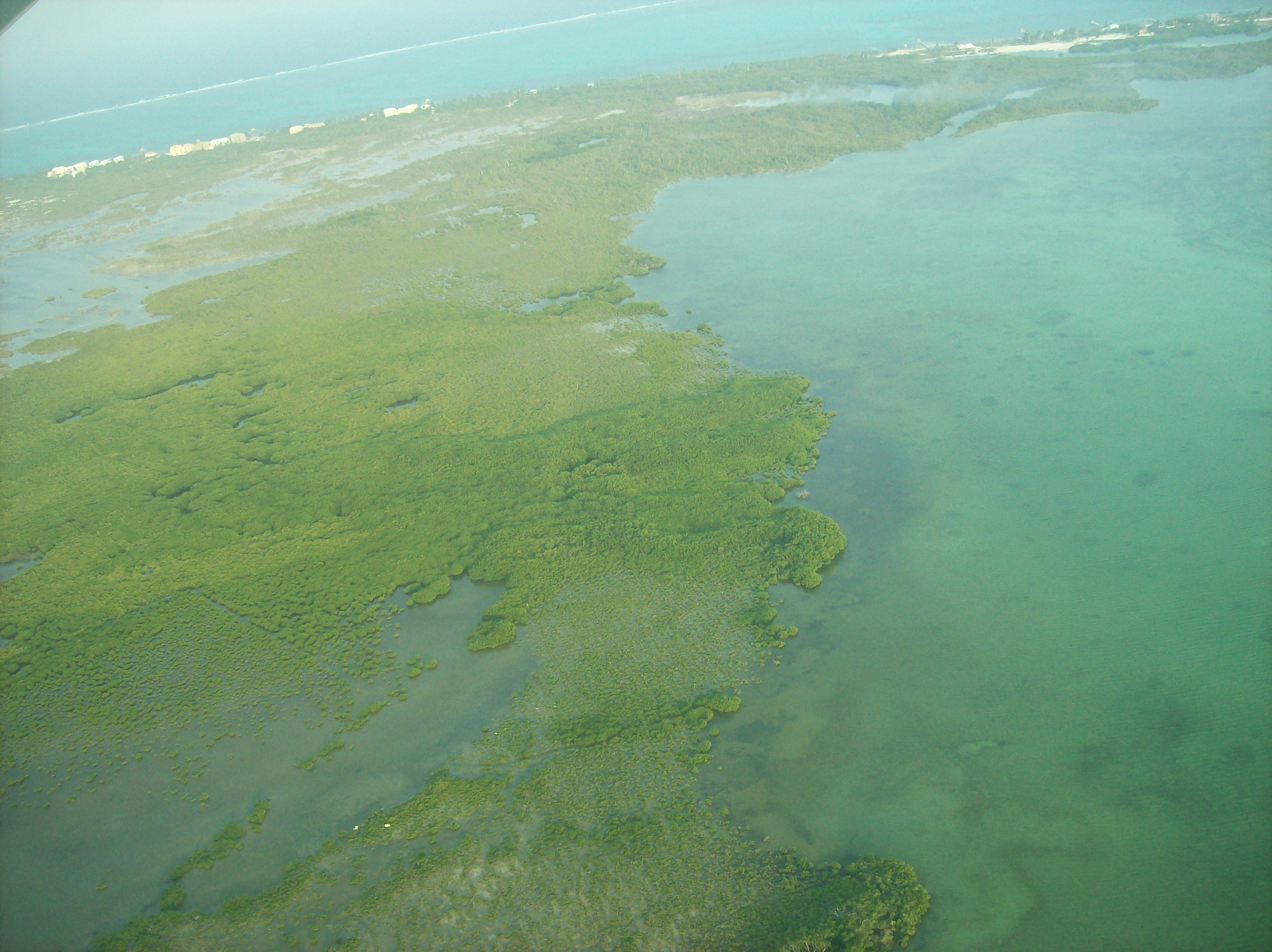
Вид с высоты птичьего полёта
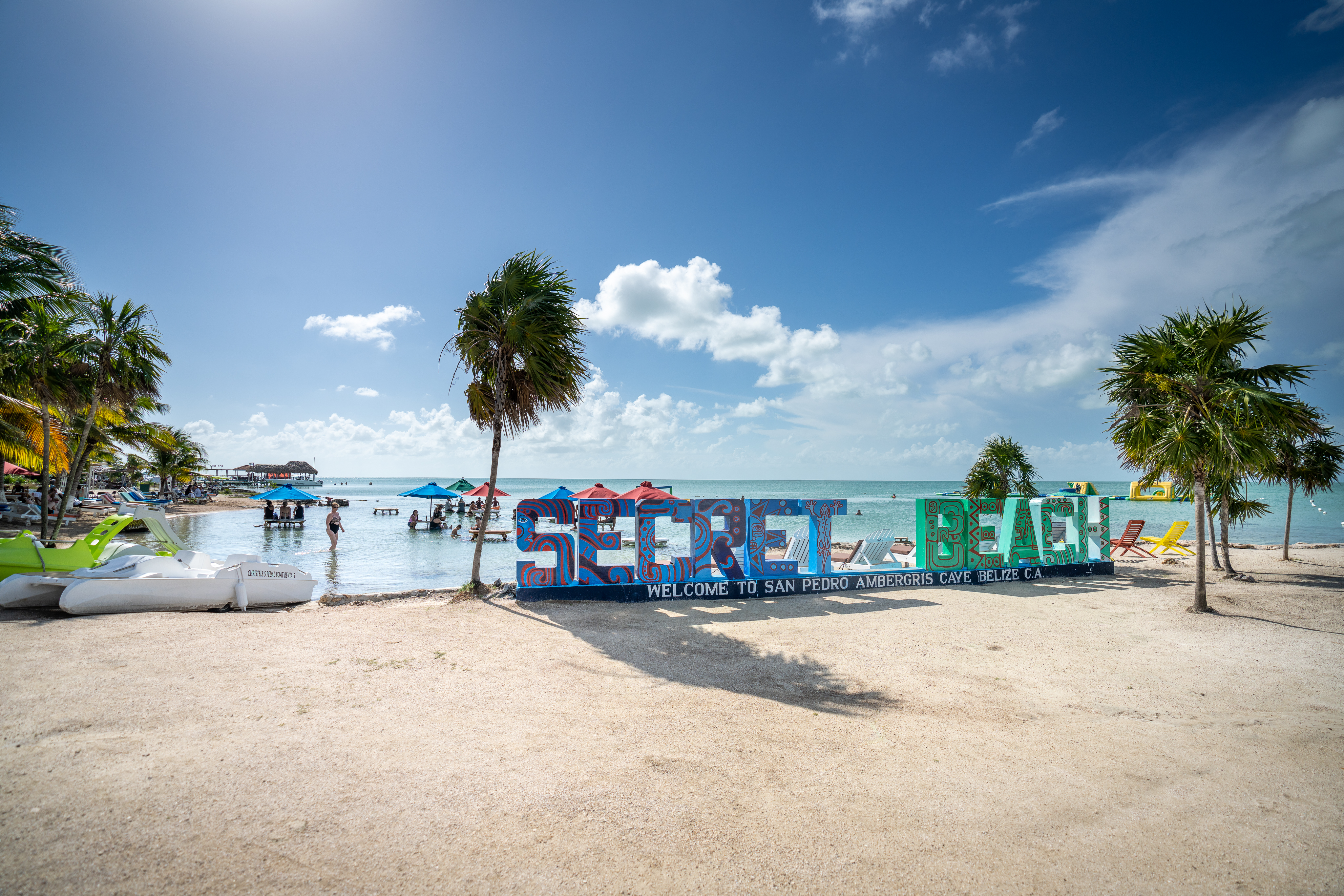
На пляже
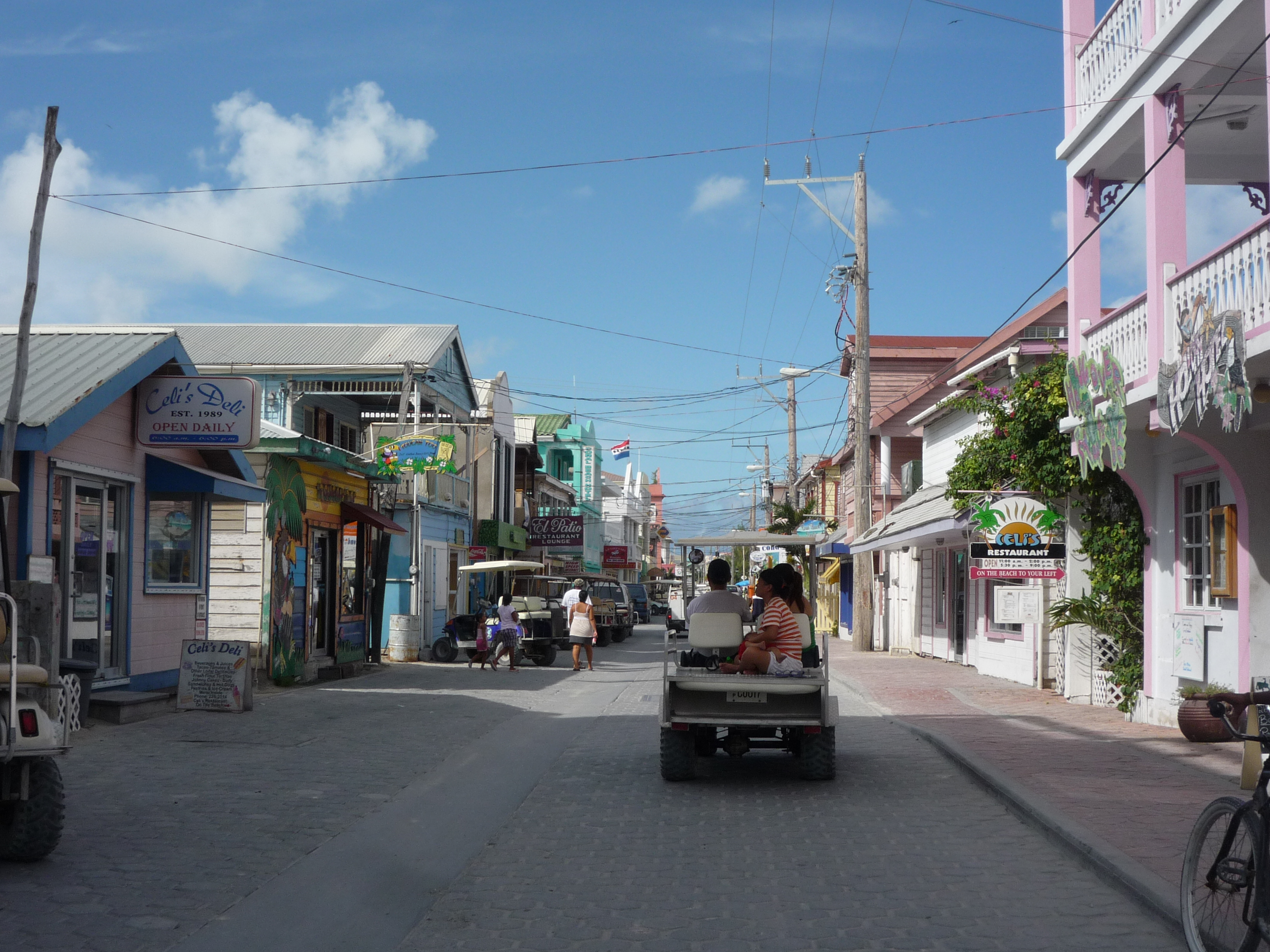
Улица в Сан-Педро